# Hero: 108
Hero: 108 este un serial de animație creat de Yang-Ming Tarng pentru Cartoon Network. Serialul a fost o co-producție între MoonScoop Entertainment, Gamania, Telegael și Hong Ying Animation pentru Turner Entertainment Networks International. Acțiunea urmărește conflictul dintre echipa "Țestoasa Verde", formată din personajele principale, și armata lui Sportiflex, care luptă împotriva oamenilor cu ajutorul animalelor, folosind de cele mai multe ori, acte viclene pentru a le atrage de partea lui. Serialul a fost difuzat între 1 martie 2010 și 9 iunie 2012 pentru un total de două sezoane și 52 de episoade.

## Despre serial
Cu mult timp în urmă, animalele și oamenii trăiau împreună în armonie, până când răul de Sportiflex le-a spus animalelor că oamenii sunt dușmanii lor. Sportiflex pare de neoprit, fiind ajutat de animalele pe care le controlează, cu excepția câtorva, care s-au aliat împotriva lui. Hero 108 este povestea acestui Prim escadron, care încearcă să restaureze pacea și luptă împotriva lui Sportiflex.

## Personaje

### Lin Chung
Lin Chung este cel mai talentat luptător din Țestos. Ochii lui de panteră îi permit să vadă la distanțe mari și trage cu viteze amețitoare cu pușca lui de bambus. Nu de puține ori a salvat de la pericol Prima escadrilă, dar adevărata lui pasiune este desenul. S-a zvonit chiar că a oprit odată un adversar în timpul luptei pentru a desena scena în cărbune. Din păcate pentru el, însă, toată lumea consideră - fără să-i spună asta - că e un artist extrem de slab (dar numai în primele episoade).

### Sonia Mistica
Sonia Mistica este cea mai frumoasă fată din Prima escadrilă, dar nu vă lăsați păcăliți, deoarece e la fel de tare ca băieții. Arma ei de bază e limba cea lungă, care se poate întinde oricât e nevoie pentru a prinde și a imobiliza inamicii. Sonia Mistica este protejată de o Yaksha magică pe care o poartă pe cap și hrănește întreaga echipă cu niște chifle magice pe care le face să crească din pământ.

### Ray cel Tare
Ray cel Tare este cel mai puternic membru al Primei escadrile - ochii lui electrici putând stârni fulgere, foc și tunete. Din păcate pentru Ray cel Tare, ochii lui se încarcă doar dacă el mănâncă banane, dar acestea nu îi plac. Replica lui preferată este: 'Sunt Rey cel Tare fie-vă teamă de ochi mei!'. Uneori pare că se dă mare, dar este doar modul lui de a-și arăta loialitatea față de Prima escadrilă. În multe episoade, Sonia Mistica îl poreclește spunându-i 'Creier de banană'.

### Țopăilă Față de Stafie
Țopăilă Față de Stafie a fost cândva conducătorul Tribului Iepurilor și nu vorbește limbajul oamenilor, astfel că de multe ori nimeni nu reușește să-l înțeleagă(dar nu în toate epioadele). E maestru la sărit coarda și poate crea un câmp de forță în jurul lui și al altora cu ajutorul coardei. S-a alăturat Primei escadrile deoarece a fost foarte impresionat când Lin Chung l-a învins la un concurs de sărit coarda. Țopăilă față de stafie este un prieten loial întregii echipe.

### Dl. fără Mâini
Dl. fără Mâini este conducătorul Primei escadrile și i-a antrenat să ajungă luptători de elită. Datorită unei elice pe care o are în vârful capului, Dl fără mâini poate zbura și poate arunca săgeți în inamicii lui. Dl fără mâini chiar are mâini, doar că le ține sub haină deoarece dacă le lasă libere ele nu îl ascultă și se comportă urât.

### Maimureală
Maimureală este maimuța care a creat Prima escadrilă pentru a-i ține piept lui Sportiflex. Temându-se că oamenii nu vor avea încredere într-o maimuță, Maimureală s-a deghizat în om. Vorbește limbajul oamenilor și pe cel al animalelor și de multe ori a încercat să le mituiască pe acestea din urmă cu aur, având apoi nevoie de intervenția echipei pentru a fi salvat. Cu toate că încearcă să ascundă faptul că e maimuță, uneori nu se poate abține și se leagănă prin copaci sau îi mănâncă bananele lui Ray cel Tare.

### Woo cel Înțelept
Unul dintre primii oameni pe care Maimureală i-a convins să se alăture Primului escadron, Woo cel Înțelept este un pustnic inventator care își folosește inteligența pentru a-i ajuta pe luptători în lupta contra animalelor. Uneori rămâne fără idei, intră în panică și - sub presiunea momentului - inventează scuze prostuțe. Woo cel înțelept are pe cap o carte cu ideile sale și folosește un arătător pentru a da pagina la subiectul despre care vorbește.

## Antagoniștii

### Sportiflex
Cândva, Sportiflex a fost bufon la curtea regală, dar l-a insultat pe rege și a fost exilat, iar de aici i se trage aversiunea față de oameni. După ce a fost lovit de fulger a început să poată vorbi graiul animalelor, astfel că și-a folosit toate puterile pentru a le convinge pe animale să se răzbune pe oameni. Se comportă ca un copil egoist și, deși nu are puteri prea mari, luptă murdar și poate deveni un adversar de temut.

### Frații Zebra: Sparky A și Sparky N
Sparky A este o zebră în alb și negru, iar fratele lui geamăn, Sparky N, este negru și gri. Sunt spioni în armata lui Sportiflex și au puteri magice deosebite când e lună plină. Totodată, pot vorbi și limbajul oamenilor. Pentru că sunt frați, își spun glume și merg împreună să înoate, dar se și ceartă. Ca să se miște repede, cei doi pot forma o roată, prinzându-se pur și simplu unul de picioarele celuilalt.

## Difuzarea în România
Serialul a fost difuzat în țara noastră de Cartoon Network și Kanal D.